# Saint-Aubert-sur-Orne
Saint-Aubert-sur-Orne település Franciaországban, Orne megyében. Lakosainak száma 99 fő (2018. január 1.). Saint-Aubert-sur-Orne Chênedouit, La Forêt-Auvray, Ménil-Hermei, Rabodanges, Les Rotours, Sainte-Croix-sur-Orne és Sainte-Honorine-la-Guillaume községekkel határos.

## Népesség
A település népessége az elmúlt években az alábbi módon változott:
| Lakosok száma | 170  | 150  | 130  | 124  | 126  | 117  | 108  | 109  | 100  | 99   |
|               | 1962 | 1968 | 1975 | 1982 | 1990 | 2008 | 2013 | 2015 | 2017 | 2018 |